# Sandbäckstjärnet
Sandbäckstjärnet på norra fältet i Karlstad är en mindre sjö i Karlstads kommun i Värmland och ingår i Göta älvs huvudavrinningsområde. Sjön har en area på 0,0679 kvadratkilometer och ligger 47 meter över havet.

## Historia
Sandbäckstjärnet är framför allt är känt för att en SM-final i bandy spelats där 1934. Slottsbrons IF mötte IFK Uppsala i en omspelsmatch som slutade 6-0 till Slottsbron. 8660 personer bevittnade evenemanget. I dag används tjärnet som sportfiskevatten med inplanterad ädelfisk.
Torsdagen den 7 september 2017 fiskades rökhandgranater, brandhandgranater och ammunition upp ur insjön av tre unga män med hjälp av magneter. Dock var granaterna utan tändhattar. Karlstad kommun meddelade att sprängämnena sannolikt är rester av gammal övningsammunition från I2. Området runt insjön är avspärrat och tillträdelseförbud till och kring tjärnet har beslutats av Länsstyrelsen, enligt ordningslagens tredje kapitel, elfte paragrafen. Kommunen vill att Försvarsmaktens dykare ska undersöka vad som finns på sjöns botten.

## Delavrinningsområde
Sandbäckstjärnet ingår i delavrinningsområde (658680-136736) som SMHI kallar för Förgrening. Medelhöjden är 51 meter över havet och ytan är 10,91 kvadratkilometer. Det finns inga avrinningsområden uppströms utan avrinningsområdet är högsta punkten. Orrholmsgrenen som avvattnar avrinningsområdet har biflödesordning 2, vilket innebär att vattnet flödar genom totalt 2 vattendrag innan det når havet efter 241 kilometer. Avrinningsområdet består mestadels av skog (25 procent) och jordbruk (11 procent). Avrinningsområdet har 0,73 kvadratkilometer vattenytor vilket ger det en sjöprocent på 6,7 procent. Bebyggelsen i området täcker en yta av 5,37 kvadratkilometer eller 49 procent av avrinningsområdet.